# Bruno Lage
Bruno Miguel Silva do Nascimento, simplemente conocido como Bruno Lage, (Setúbal, Portugal, 12 de mayo de 1976) es un exfutbolista y entrenador portugués. Actualmente dirige al Benfica de la Primeira Liga de Portugal.

## Trayectoria como entrenador
Bruno Lage inició su carrera de entrenador en las divisiones menores del Vitória Setúbal en 1997. 
Después de haber entrenado a varios equipos juveniles del Benfica entre 2004 y 2012 y, posteriormente, haber sido asistente técnico en el Sheffield Wednesday y Swansea City, en julio de 2018 regresó al Benfica como entrenador del equipo B, como sustituto de Hélder Cristóvão.
Seis meses después, el 3 de enero de 2019, asumió la dirección técnica del Benfica de manera interina, sustituyendo a Rui Vitória. Tres días después, hizo su debut en la Primeira Liga con una victoria por 4-2 sobre el Rio Ave. 
El 10 de febrero de 2019, llevó al Benfica al mayor margen de victoria de Primeira Liga desde 1964 y al triunfo más alto de la liga desde 1965, una victoria de 10-0 sobre Nacional, estableciendo el récord de la mayor victoria en el nuevo Estádio da Luz. En su debut en Europa, el Benfica ganó en Turquía por primera vez en su historia, superando al Galatasaray por 2-1 en el partido de ida de la ronda de 32 de la Liga Europa de la UEFA. En junio de 2020, presentó su renuncia luego de una serie de malos resultados.
El 9 de junio de 2021, sustituyó a su compatriota Nuno Espírito Santo como técnico del Wolverhampton Wanderers. El 2 de octubre de 2022 fue destituido tras la derrota ante el West Ham, dejando al equipo en la antepenúltima plaza de la tabla, con seis puntos en ocho partidos y solo tres goles marcados.
El 8 de julio de 2023, fichó por el Botafogo hasta final de temporada, en sustitución de su compatriota Luís Castro.Fue despedido el 3 de octubre, tras una racha de ocho partidos sin ganar y una eventual eliminación de la Copa Sudamericana 2023.
El 5 de septiembre de 2024, inició su segunda etapa al frente del Benfica.

## Estadísticas

### Como jugador
| Club        | País     | Año       |
| ----------- | -------- | --------- |
| Praiense    | Portugal | 1999-2000 |
| Quintajense | Portugal | 2001-2002 |

### Como entrenador
| Equipo                             | Div.                | Temporada           | Liga  | Liga | Liga | Liga | Liga |       | Copa | Copa | Copa | Copa  |    | Internacional | Internacional | Internacional | Internacional | Internacional |   | Otros | Otros | Otros | Otros |    | Totales     | Totales | Totales | Totales | Totales | Totales | Totales | Totales |
| Equipo                             | Div.                | Temporada           | Part. | G    | E    | P    | Pos. | Part. | G    | E    | P    | Part. | G  | E             | P             | Pos.          | Part.         | G             | E | P     | Part. | G     | E     | P  | Rendimiento | GF      | GC      | Dif.    |         |         |         |         |
| ---------------------------------- | ------------------- | ------------------- | ----- | ---- | ---- | ---- | ---- | ----- | ---- | ---- | ---- | ----- | -- | ------------- | ------------- | ------------- | ------------- | ------------- | - | ----- | ----- | ----- | ----- | -- | ----------- | ------- | ------- | ------- | ------- | ------- | ------- | ------- |
| SL Benfica "B" Portugal            | 2.ª                 | 2018-19             | 13    | 8    | 3    | 2    | Inc. | -     | -    | -    | -    | -     | -  | -             | -             | -             | -             | -             | - | -     | 13    | 8     | 3     | 2  | 69.23%      | 15      | 7       | +8      |         |         |         |         |
| SL Benfica "B" Portugal            | Total               | Total               | 13    | 8    | 3    | 2    | -    | -     | -    | -    | -    | -     | -  | -             | -             | -             | -             | -             | - | -     | 13    | 8     | 3     | 2  | 69.23%      | 15      | 7       | +8      |         |         |         |         |
| SL Benfica Portugal                | 1.ª                 | 2018-19             | 19    | 18   | 1    | 0    | 1.º  | 4     | 2    | 0    | 2    | 6     | 3  | 1             | 2             | 1/4           | -             | -             | - | -     | 29    | 23    | 2     | 4  | 81.61%      | 85      | 27      | +58     |         |         |         |         |
| SL Benfica Portugal                | 1.ª                 | 2019-20             | 29    | 20   | 4    | 5    | Inc. | 9     | 5    | 4    | 0    | 8     | 2  | 2             | 4             | 1/16          | 1             | 1             | 0 | 0     | 47    | 28    | 10    | 9  | 66.66%      | 96      | 49      | +47     |         |         |         |         |
| Wolverhampton Wanderers Inglaterra | 1.ª                 | 2021-22             | 38    | 15   | 6    | 17   | 10.º | 4     | 2    | 1    | 1    | -     | -  | -             | -             | -             | -             | -             | - | -     | 42    | 17    | 7     | 18 | 46.04%      | 47      | 46      | +1      |         |         |         |         |
| Wolverhampton Wanderers Inglaterra | 1.ª                 | 2022-23             | 8     | 1    | 3    | 4    | Inc. | 1     | 1    | 0    | 0    | -     | -  | -             | -             | -             | -             | -             | - | -     | 9     | 2     | 3     | 4  | 33.33%      | 5       | 10      | -5      |         |         |         |         |
| Wolverhampton Wanderers Inglaterra | Total               | Total               | 46    | 16   | 9    | 21   | -    | 5     | 3    | 1    | 1    | -     | -  | -             | -             | -             | -             | -             | - | -     | 51    | 19    | 10    | 22 | 43.79%      | 52      | 56      | -4      |         |         |         |         |
| Botafogo · Brasil                  | 1.ª                 | 2023                | 10    | 3    | 4    | 3    | Inc. | -     | -    | -    | -    | 5     | 1  | 3             | 1             | 1/4           | -             | -             | - | -     | 15    | 4     | 7     | 4  | 42.23%      | 19      | 14      | +5      |         |         |         |         |
| Botafogo · Brasil                  | Total               | Total               | 10    | 3    | 4    | 3    | -    | -     | -    | -    | -    | 5     | 1  | 3             | 1             | -             | -             | -             | - | -     | 15    | 4     | 7     | 4  | 42.23%      | 19      | 14      | +5      |         |         |         |         |
| SL Benfica Portugal                | 1.ª                 | 2024-25             | 30    | 23   | 4    | 3    | 2.º  | 10    | 8    | 1    | 1    | 12    | 5  | 2             | 5             | 1/8           | 4             | 2             | 1 | 1     | 56    | 38    | 8     | 10 | 72.62%      | 140     | 55      | +85     |         |         |         |         |
| SL Benfica Portugal                | 1.ª                 | 2025-26             | 1     | 1    | 0    | 0    | -    | 0     | 0    | 0    | 0    | 2     | 2  | 0             | 0             | -             | 1             | 1             | 0 | 0     | 4     | 4     | 0     | 0  | 100%        | 6       | 0       | +6      |         |         |         |         |
| SL Benfica Portugal                | Total               | Total               | 79    | 62   | 9    | 8    | -    | 23    | 15   | 5    | 3    | 28    | 12 | 5             | 11            | -             | 6             | 4             | 1 | 1     | 136   | 93    | 20    | 23 | 73.28%      | 327     | 131     | +196    |         |         |         |         |
| Total en su carrera                | Total en su carrera | Total en su carrera | 148   | 89   | 25   | 34   | -    | 28    | 18   | 6    | 4    | 33    | 13 | 8             | 12            | -             | 6             | 4             | 1 | 1     | 215   | 124   | 40    | 51 | 63.87%      | 413     | 208     | +205    |         |         |         |         |
| 1. 2. 3.                           |                     |                     |       |      |      |      |      |       |      |      |      |       |    |               |               |               |               |               |   |       |       |       |       |    |             |         |         |         |         |         |         |         |

#### Resumen por competiciones
| Competición                  | Partidos | Ganados | Empatados | Perdidos | %      | Resultado        |
| ---------------------------- | -------- | ------- | --------- | -------- | ------ | ---------------- |
| Segunda División de Portugal | 13       | 8       | 3         | 2        | 69.23% | 3.er lugar       |
| Primeira Liga                | 79       | 62      | 9         | 8        | 82.28% | Campeón          |
| Copa de Portugal             | 16       | 13      | 1         | 2        | 83.33% | Subcampeón       |
| Copa de la Liga de Portugal  | 7        | 2       | 4         | 1        | 47.62% | Campeón          |
| Supercopa de Portugal        | 2        | 2       | 0         | 0        | 100%   | Campeón          |
| Premier League               | 46       | 16      | 9         | 21       | 41.3%  | 10.º lugar       |
| FA Cup                       | 2        | 1       | 0         | 1        | 50%    | Cuarta ronda     |
| EFL Cup                      | 3        | 2       | 1         | 0        | 77.78% | Tercera ronda    |
| Brasileirão                  | 10       | 3       | 4         | 3        | 43.33% | Primer lugar     |
| Liga de Campeones de la UEFA | 20       | 9       | 3         | 8        | 50%    | Octavos de final |
| Liga Europea de la UEFA      | 8        | 3       | 2         | 3        | 45.83% | Cuartos de final |
| Copa Sudamericana            | 5        | 1       | 3         | 1        | 40%    | Cuartos de final |
| Mundial de Clubes de la FIFA | 4        | 2       | 1         | 1        | 58.33% | Octavos de final |
| Total                        | 215      | 124     | 40        | 51       | 63.87% | 4 Títulos        |

## Palmarés

### Como entrenador

#### Campeonatos nacionales
| Título                      | Club          | País     | Año     |
| --------------------------- | ------------- | -------- | ------- |
| Primeira Liga               | S. L. Benfica | Portugal | 2018-19 |
| Supercopa de Portugal       | S. L. Benfica | Portugal | 2019    |
| Copa de la Liga de Portugal | S. L. Benfica | Portugal | 2024-25 |
| Supercopa de Portugal       | S. L. Benfica | Portugal | 2025    |